# Secadera 554
Secadera 554 es una variedad cultivar de ciruelo (Prunus domestica), de las denominadas ciruelas europeas,
una variedad de ciruela oriunda de la comunidad autónoma de La Rioja, en Soto en Cameros (Logroño). Las frutas tienen un tamaño pequeño, color de piel amarillo calabaza con zonas cobrizo sonrosadas, estrías de color claro, y pulpa de color amarillo de tono más claro que el de la epidermis, transparente, textura semi firme, y sabor muy dulce, bueno.

## Historia
'Secadera 554' variedad de ciruela local cuyos orígenes se sitúan en la cuenca del río Leza, comarca del Camero Viejo, comunidad autónoma de La Rioja, en el municipio de Soto en Cameros (Logroño).
'Secadera 554' está cultivada en el banco de germoplasma de cultivos vivos de la Estación experimental Aula Dei de Zaragoza. Está considerada incluida en las variedades locales autóctonas muy antiguas, cuyo cultivo se centraba en comarcas muy definidas, que se caracterizan por su buena adaptación a sus ecosistemas, y podrían tener interés genético en virtud de su características organolepticas y resistencia a enfermedades, con vista a mejorar a otras variedades.

## Características
'Secadera 554' árbol de porte extenso, vigoroso, erguido, muy fértil y resistente. Las flores deben aclararse mucho para que los frutos alcancen un calibre más grueso. Tiene un tiempo de floración que comienza a partir del 16 de abril con el 10% de floración, para el 20 de abril tiene una floración completa (80%), y para el 29 de abril tiene un 90% de caída de pétalos.
'Secadera 554' tiene una talla de tamaño pequeño, de forma elíptico alargada, anchura máxima del fruto por debajo de la línea media, ligeramente asimétrica, presentando sutura poco visible, línea fina, color claro, como transparente, superficial excepto en ligera depresión en polo pistilar;epidermis recubierta de pruina escasa, muy fina, blanquecina, siendo el color de piel amarillo calabaza con zonas cobrizo sonrosadas, estrías de color claro, indefinido partiendo de la cavidad peduncular, presentando punteado abundante con aureola
carmín o cobriza; Pedúnculo corto o mediano, fino, leñoso, no se aprecia pubescencia, ubicado en una cavidad pedúncular muy estrecha de color superficial;pulpa de color amarillo de tono más claro que el de la epidermis, transparente, textura semi firme, y sabor muy dulce,
bueno.
Hueso semi libre, pequeño, elíptico alargado, surcos dorsal y laterales muy finos, superficie semi lisa con una o varias aristas salientes partiendo de la truncadura peduncular, llegando a veces hasta el extremo opuesto.
Su tiempo de recogida de cosecha se inicia en su maduración durante la tercera decena del mes de agosto.

## Usos
La ciruela 'Secadera 554' se comen crudas de fruta fresca en mesa, y debido a su sabor dulce, se transforma en mermeladas, almíbar de frutas o compotas para su mejor aprovechamiento.

## Cultivo
Autofértil, es una muy buena variedad polinizadora de todos los demás ciruelos.